# Cornelia Oschkenat
Cornelia Oschkenat, geb. Riefstahl (Neubrandenburg, 29 oktober 1961) is een Duitse voormalige atlete, die was gespecialiseerd in het hordelopen. Op de 60 m horden werd ze wereldindoorkampioene, driemaal Europees indoorkampioene en meervoudig Oost-Duits kampioene. Ook heeft ze het zelden gelopen wereldindoorrecord in handen op de 50 m horden.

## Loopbaan

### Opmaat naar succes
De internationale atletiekloopbaan van Riefstahl-Oschkenat startte bescheiden. In 1982 kwam zij op de Europese kampioenschappen in Athene op de 100 m horden nog niet verder dan haar serie in 13,07 s.
Het volgende jaar deed ze het al heel wat beter; tijdens de wereldkampioenschappen in Helsinki bereikte zij in haar specialiteit de finale, waarin zij in 12,94 zevende werd. 

### Drievoudig kampioene EK indoor
Haar eerste grote succes boekte Oschkenat een jaar later: in 1985 won zij de 60 m horden op de Europese indoorkampioenschappen in Athene. In 1986 en 1988 slaagde ze erin deze indoortitel te prolongeren.

### Wereldindoorkampioene
In 1987 won Oschkenat bovendien een gouden medaille op de 60 m horden tijdens de wereldindoorkampioenschappen in Indianapolis. Ze was nu niet alleen in Europa, maar ook mondiaal de beste op dit korte hordennummer. Op de WK van 1987 in Rome, later dat jaar, won ze op de 100 m horden een bronzen medaille in een tijd van 12,46. Op de 4 x 100 m estafette veroverde ze met haar teamgenotes Silke Gladisch-Möller, Kerstin Behrendt en Marlies Göhr een zilveren medaille. Met een tijd van 41,95 finishten ze achter de estafetteploegen uit de Verenigde Staten (goud; 41,58) en voor de Sovjet-Unie (brons; 42,33).

### Wereldrecord
Op 20 februari 1988 verbeterde Cornelia Oschkenat in Berlijn het wereldindoorrecord op de 50 m horden tot 6,58. Haar olympische debuut maakte ze dat jaar op de Spelen van Seoel. Op de 100 m horden behaalde ze namens Oost-Duitsland een achtste plaats in 13,73. Deze wedstrijd werd gewonnen door de Bulgaarse Jordanka Donkova, die het olympisch record verbeterde tot 12,38. Wegens de boycot van de Olympische Spelen van Los Angeles had ze vier jaar eerder niet kunnen deelnemen.
In 1991 nam ze nog deel aan de WK in Tokio, maar sneuvelde hierbij in de voorrondes met 12,46. Aan het eind van dat seizoen zette Oschkenat een punt achter haar atletiekloopbaan.

### Staatsdopingprogramma
In de documenten die na die Wende openbaar werden gemaakt met betrekking tot het staatsdopingprogramma in de DDR, komt bij de atleten die van doping werden voorzien, ook de naam van Oschkenat voor.
In haar actieve tijd kwam Cornelia Oschkenat uit voor SC Dynamo Berlin en OSC Berlin. 

### Privé
In 1984 trouwde Cornelia Riefstahl met hordeloper Andreas Oschkenat. 
Het echtpaar, dat in 1988 met Stasi-hulp een vijfkamerwoning in Berlijn had kunnen kopen, en na de Duitse omwenteling een Chinees restaurant was gestart, moest begin 2001, na een gerechtelijke procedure, het in de DDR-periode verkregen huis weer achterlaten, en het restaurant, dat het tien jaar eerder was gestart, opgeven.

## Titels
- Wereldindoorkampioene 60 m horden - 1987
- Europees indoorkampioene 60 m horden - 1985, 1986, 1988
- Oost-Duits kampioene 100 m horden - 1984, 1985, 1986, 1988, 1989
- Oost-Duits indoorkampioene 60 m horden - 1984, 1985, 1986, 1987, 1988, 1989

## Persoonlijke records
Outdoor
| Onderdeel    | Prestatie | Datum        | Plaats         |
| ------------ | --------- | ------------ | -------------- |
| 100 m horden | 12,45 s   | 11 juni 1987 | Neubrandenburg |

Indoor
| Onderdeel   | Prestatie          | Datum            | Plaats  |
| ----------- | ------------------ | ---------------- | ------- |
| 50 m horden | 6,58 s (WR)        | 20 februari 1988 | Berlijn |
| 60 m horden | 7,73 s (ex-WR; NR) | 25 februari 1989 | Wenen   |

## Prestaties

### 60 m horden
- 1984:  Oost-Duitse indoorkamp. - 7,92 s
- 1985:  Oost-Duitse indoorkamp. - 7,98 s
- 1985:  EK indoor - 7,90 s
- 1986:  Oost-Duitse indoorkamp. - 7,84 s
- 1986:  EK indoor - 7,79 s
- 1987:  Oost-Duitse indoorkamp. - 7,86 s
- 1987:  WK indoor - 7,82 s
- 1988:  Oost-Duitse indoorkamp. - 7,82 s
- 1988:  EK indoor - 7,77 s
- 1989:  Oost-Duitse indoorkamp. - 7,93 s
- 1989:  WK indoor - 7,86 s

### 100 m horden
- 1982: 6e in serie EK te Athene - 13,07 s
- 1983: 7e WK - 12,95 s (wind)
- 1984:  Oost-Duitse kamp. - 12,64 s
- 1985:  Oost-Duitse kamp. - 12,89 s
- 1985:  Europacup - 12,83 s
- 1985:  Wereldbeker - 12,72 s
- 1986:  Oost-Duitse kamp. - 12,56 s
- 1986:  EK te Stuttgart - 12,55 s
- 1986:  Grand Prix Finale - 12,71 s
- 1986:  Goodwill Games - 12,62 s
- 1987:  Europacup - 12,47 s
- 1987:  WK - 12,46 s
- 1988:  Oost-Duitse kamp. - 12,52 s
- 1988: 8e OS - 13,73 s
- 1989:  Oost-Duitse kamp. - 12,99 s
- 1989:  Europacup - 12,74 s
- 1989:  Wereldbeker - 12,60 s
- 1990: 4e EK - 12,94 s
- 1991: 6e in serie WK - 13,55 s

### 4 x 100 m
- 1987:  WK - 41,95 s

## Onderscheidingen
- Vaderlandse Orde van Verdienste in brons - 1984
- Vaderlandse Orde van Verdienste in zilver - 1987